# Железнодорожный район (Калининградская область)
Железнодорожный район — район, существовавший в Калининградской области РСФСР в 1947—1963 годах. Центр — рабочий посёлок Железнодорожный.
Железнодорожный район был образован 25 июля 1947 года. В его состав вошли рабочий посёлок Железнодорожный и 5 сельсоветов: Вишневский, Мозырский, Ново-Бобруйский, Подлиповский и Фрунзенский.
1 февраля 1963 года Железнодорожный район был упразднён, а его территория передана в Правдинский район.